# セプティマニア
セプティマニア（仏: Septimanie、カタルーニャ語: Septimània）は、南フランス地中海沿岸のローヌ川西方の地域。

セプティマニア（537年）：地中海に面している。領域内に都市カルカッソンヌ・ナルボンヌを包含している。

「セプティマニア」の呼称は5世紀に登場する。西ローマ帝国末期の元老院議員シドニウス・アポリナリスの書簡の中には、ゴール地方南部を指す語として「セプティマニア」の地名が言及されている。カロリング朝フランク王国カルル1世 (大帝) 時代に、南フランスのアキタニア地方、プロヴァンス地方とともに後期ローマ時代のラティフンディウム、コロナツス制 などの大土地所有制度にゲルマン的な従士制度が結合し、現在の騎士道物語につながるヨーロッパでの封建制が早くから進展したことで知られている。

## 概要
セプティマニアは、ローマ時代での、ガリアナルボネンシス州の西部分に相当する。この地域は、462年に西ゴート族のテオドリック2世に譲渡され、中世初期の間、「ガリアナルボネンシス」あるいは単に「ガリア」「ナルボネンシス」と呼ばれていた。この地域は、今はオクシタニー地域圏に統合された、現代フランスの旧ラングドック＝ルシヨン地域圏にも相当する。トレドを中心とする西ゴート王国において、Leovigild王の治世が終わるまでは、セプティマニアは中央王政府の行政管区であると同時に、ナルボンヌ大司教を主教とする教会管区でもあった。 はじめは、ゴート族はアルビジョワの支配権を維持していたと考えられるが、そうだとしてもキルペリク1世の頃までにはフランク王国に征服されただろうと思われる 。フランク王国の支配下でも、507年以降に西ゴート族の住民が残る飛地が残っていた考古学的証拠が、セプティマニアの境界付近に残っている。
セプティマニアの地域はアンダルスのウマイヤ朝のガリア侵攻によって719年に占領されArbūnah と改名され、将来の侵攻拠点とされた。
更に、同世紀に南から拡大していたコルドバ首長国に短期間渡ったが、その後759年にキリスト教徒フランク人によって征服され9世紀末にはGothiaやGothic March (Marca Gothica)と呼ばれるようになった。フランク族による征服から40年間、ムスリムとベルベル人はアンダルシアまで退却し、その後カロリング朝王ピピン3世が援軍を出した。セプティマニアはカロリング朝の辺境区（マルク）となり、その後13世紀に至るまで西フランク王国の支配下だったが、文化的にも政治的にも、後に近世フランスの母体となる北の王宮政府とは自立性を保った。この地域はトゥールーズ伯領、プロヴァンス伯領、バルセロナ伯領の人々の影響下にあり、より広範囲な文化単位である、フランスの南部1/3を占めるオクシタニアの一部だった。オクシタニアは、アルビジョワ十字軍の結果、13世紀初めまでに、遂にフランスの王権の支配が及び、知事が置かれ、フランスの一地域ラングドックとなった。
「セプティマニア」という地名は現在のフランスの都市Béziersのローマ時代の名前Colonia Julia Septimanorum Baeterraeが由来になっている可能性がある。この名前は、ローマの第七軍団の退役軍人が市に住んだことを暗示する名前である。あるいは、ベジエ、エルヌ、アグド、ナルボンヌ、ロデーヴ、マグローヌ、ニームの7市civitatesを暗示するのかもしれない。
セプティマニアは南は地中海から北西のガロン川まで、東はローヌ川で区切られ、南はピレネー山脈まで伸びる。

## 参照
1. ↑  ブリタニカ国際大百科事典 小項目事典。
2. ↑  James (1980), p. 223
3. 1 2  James (1980), p. 236
4. 1 2 3  Deanesly, Margaret (2019). “The Later Merovingians”. A History of Early Medieval Europe: From 476–911. Routledge Library Editions: The Medieval World (1st ed.). London and New York City: Routledge. pp. 244–245. ISBN 9780367184582
5. 1 2 3  Collins, Roger (1998). “Italy and Spain, 773–801”. Charlemagne. Buffalo, London, and Toronto: Palgrave Macmillan/University of Toronto Press. pp. 65–66. doi:10.1007/978-1-349-26924-2_4. ISBN 978-1-349-26924-2